# Robert Herman
Robert Herman (29. srpna 1914 – 13. února 1997) byl americký fyzik, nejvíce známý díky práci s Ralphem Alpherem na určení teploty reliktního záření, pocházejícího z počátku vesmíru. 

## Život a kariéra
Narodil se v Bronxu v New Yorku. Bakalářský titul získal na City College of New York, magisterský a doktorský na Princetonské univerzitě z molekulové spektroskopie. Pracoval rovněž ve fyzice pevných látek, akademický rok 1940–1941 strávil na Pensylvánské univerzitě.
V roce 1942 začal pracovat na Carnegie Institution for Science na katedře zemského magnetismu a v laboratoři aplikované fyziky Univerzity Johnse Hopkinse, kde se vyvíjely technologie pro americkou armádu. Vyvinul například pojistku pro námořní protiletadlovou střelu, která se skutečně používala. Zajímal se také o vývoj a použití bezdotykových zařízení. Za vsou práci získal od námořnictva ocenění.
Po skončení druhé světové války pracoval Herman v laboratoři aplikované fyziky, kde zkoumal spektroskopii a fyziku kondenzované hmoty. V roce 1948 se setkal s Ralphem Alpherem a vytvořili významnou práci o existenci zbytkového, homogenního, izotropního záření absolutně černého tělesa, které od vzniku vesmíru prostupuje prostor, které je známé jako reliktní záření.
V době vzniku práce přitahovala určitou pozornost, ale brzy upadla do zapomnění. Až v roce 1964 objevili dva vědci z Bellových laboratoří Arno Allan Penzias a Robert Woodrow Wilson zvláštní šum, který přicházel rovnoměrně z celé oblohy. Po odstranění všech myslitelných zdrojů rušení dospěli oba vědci k závěru, že má záření kosmický původ. To krátce poté interpretovali vědci fyzikové z Princetonské univerzity v čele s Jamesem Peeblesem a Robertem Henry Dickem jako reliktní záření z počátku vesmíru, avšak bez odkazu na práci Alphera a Hermana nebo druhou práci Alphera a Gamowa, které vůbec neznali. Po objevu reliktního záření se stal model velkého třesku široce přijímaným a Penzias s Wilsonem získali za svou práci Nobelovu cenu v roce 1978.
V roce 1993 získali Alpher a Herman Henry Draper Medal za svou práci na teorii velkého třesku. 
Roku 1956 se Herman připojil k výzkumné laboratoři společnosti General Motors, jako vedoucí vědeckého oddělení, později oddělení teoretické fyziky. Zavedl vědu do společnosti tak, že vymyslel novou dopravní vědu. Řešil záležitosti týkající se dopravy, jako například chování řidičů, vyhýbání kolizím a podobně, z hlediska fyziky.
Ke konci 50. let přešel do firmy Elliott Waters Montroll, kde znovu pracoval na teoriích dopravního proudu, které se používají dodnes. Spolupracoval rovněž s Iljou Prigoginem, s nímž vyvinul teorii dopravního multiproudu. Na teorii dopravy pracoval Herman více než 35 let. Ke konci života vytvořil se svými studenty "dvoutekutinový model městské dopravy", šlo o popis městské automobilové dopravy, rozšíření modelu, který dříve vytvořil s Prigoginem. Tyto práce byly důležité při vývoji dnešních inteligentních dopravních systémů.
Roku 1979 se rozhodl Herman přijmout místo na Texaská univerzita v Austinu, kde byl jmenován profesorem statické mechaniky a stavebnictví. Později v témže roce byl zvolen členem Americké akademie věd a umění. 
N akonci 70. let se Herman rovněž začal zajímat o fyziku hudebních nástrojů, například o mechaniku smyčce nebo akustiku flétny. Hrál a sbíral starožitná violoncella.
V polovině 80. let začal tvořit drobné plastiky z exotických typů dřeva a z kovů. V příštích 10 letech se této činnosti intenzivně věnoval, hledal v ní vztah mezi hmotou a představivostí. V polovině 90. let se uskutečnilo několik výstav jeho práce v Austinu, Nashvillu nebo Washingotnu DC.
V posledních letech života byl Herman stále více znepokojen stavem vzdělání v USA, zejména mu vadilo omezování akademických svobod nebo rostoucí politické zásahy do vzdělávání a výzkumu. V posledních dvou letech života shromažďoval a analyzoval údaje o různých ukazatelích kvality a produktivity univerzitních pracovišť.
Zemřel v Austinu v únoru 1997.